# Charles Lamb
Charles Lamb (Londra, 10 febbraio 1775 – Edmonton, 27 dicembre 1834) è stato uno scrittore, poeta e drammaturgo inglese.

## Biografia
Ultimo figlio di John Lamb, studiò al Christ's Hospital assieme a Samuel Taylor Coleridge di cui fu sempre intimo amico. Lasciata precocemente la scuola, un difetto alla voce gli precluse la carriera ecclesiastica e si formò da autodidatta, mantenendosi dal 1792  come impiegato alla Compagnia Inglese delle Indie Orientali: la morte dell'avvocato datore di lavoro del padre aveva lasciato infatti in povertà la famiglia. Di temperamento melanconico, fu brevemente ricoverato in un ospedale psichiatrico nel 1795 ma riuscì, con l'aiuto degli amici, ad ottenere la potestà sulla sorella Mary Lamb (1764–1847) evitandole la reclusione a vita dopo che essa ebbe accoltellato a morte la madre nel 1796 durante una crisi di follia.
La prima pubblicazione di quattro sonetti fu all'interno del volume Poems on Various Subjects, la prima raccolta di Coleridge. Conobbe William e Dorothy Wordsworth a Nether Stowey, nel Somerset durante un viaggio estivo. Strinse amicizia anche con Percy Bysshe Shelley, William Hazlitt e Leigh Hunt.
Socievole e loquace, poco incline al sentimento romantico per la natura come lo interpretavano Coleridge e Wordsworth, visse sempre a Londra, partecipando intensamente alla vita sociale, teatrale e letteraria.
Nel 1798 pubblicò il romanzo A Tale of Rosamund Gray, nel 1802 la tragedia John Woodvil e nel 1806 fu rappresentata al Teatro Drury Lane la farsa comica Mr. H.... Prese poi la strada della scrittura saggistica: allacciandosi alle riflessioni su Shakespeare che anche Coleridge andava elaborando e per questo considerato al pari suo e di William Hazlitt l'antesignano della moderna critica shakespeariana, pubblicò nel 1808 l'antologia commentata Specimens of English Dramatic Poets Who Lived About the Time of Shakespeare (Esempi di poeti drammatici inglesi che vissero al tempo di Shakespeare) gettando nuova luce su autori dimenticati e nel 1811 la raccolta di articoli On the Tragedies of Shakespeare (Sulle tragedie di Shakespeare). Interessato all'originalità e alla singolarità letteraria che inseguiva con entusiasmo critico molto personale, considerava i capolavori elisabettiani più per la lettura che non per la rappresentazione scenica.
Nel 1807, dividendo il lavoro con la sorella Mary (lei curava le commedie, Charles le tragedie), fece uscire presso la Children's Library di William Godwin il fortunato Tales from Shakespeare (Racconti da Shakespeare), destinato ad un pubblico di bambini, seguito poi da The Adventures of Ulysses (Le avventure di Ulisse, 1808). Dal 1820 apparvero sul London Magazine con la firma “Elia” (anagramma di  “a lie” - una bugia) una serie di articoli poi raccolti nel 1823 in Elia: Essays (Saggi di Elia) e nel 1833 in  The Last Essays of Elia (Gli ultimi saggi di Elia) che diedero forma ad un genere –  il saggio autobiografico – di notevole successo nel periodo vittoriano della letteratura inglese: la particolare mescolanza di argomenti ordinari, significati profondi e senso dell'umorismo lo rese celebre.

## Opere
- Blank Verse, poems, 1798
- A Tale of Rosamund Gray, and Old Blind Margaret, 1798
- John Woodvil, verse drama, 1802
- Tales from Shakespeare, 1807
- The Adventures of Ulysses, 1808
- Specimens of English Dramatic Poets who Lived About the Time of Shakespeare, 1808
- On the Tragedies of Shakespeare, 1811
- Witches and Other Night Fears, 1821
- The Pawnbroker's Daughter, 1825
- Eliana, 1867
- Essays of Elia, 1823
- The Last Essays of Elia, 1833